# Шестернянский сельский совет (Широковский район)
Шестернянский сельский совет (укр. Шестірнянська сільська рада) — административно-территориальная единица, входящая в состав Широковского района
Днепропетровской области
Украины.
Административный центр сельского совета находится в 
с. Шестерня
.

## Населённые пункты совета
- с. Шестерня
- с. Анновка
- с. Новокурское